# Abbeyleix
Abbeyleix is een plaats in het Ierse graafschap Laois. De plaats telt 1383 inwoners.